# Clàudia Malagelada
Clàudia Malagelada (Sant Feliu de Llobregat, 2007) és una actriu i ballarina catalana, coneguda pel seu paper de coprotagonista al film Creatura, dirigida per Elena Martin i Gimeno i estrenada el 8 de setembre de 2023. Per aquest paper va rebre el Premi Gaudí 2024 a la millor interpretació revelació.
Estudia al Conservatori Professional de Dansa de l'Institut del Teatre i va descobrir el càsting de Creatura per Instagram.